# Фавино, Пьерфранческо
Пьерфранче́ско Фави́но (итал. Pierfrancesco Favino, род. 24 августа 1969) — итальянский актёр. С начала 1990-х годов он снялся более чем в 35 фильмах и телесериалах, включая Последний поцелуй, Ключи от дома, Незнакомка и Сатурн против. В 2006 году Фавино получил премию Давид ди Донателло (итальянский аналог Оскара) за роль в фильме Криминальный роман. В том же году он сыграл Христофора Колумба в фильме компании 20th Century Fox Ночь в музее. В 2008 году он исполнил роль генерала Глозелла, лидера Телмаринских войск Мираза в Хроники Нарнии: Принц Каспиан, а год спустя — инспектора Эрнесто Оливетти в фильме Рона Ховарда «Ангелы и демоны».

## Фильмография

### Кино
- Tutti i giorni sì (1994)
- Pugili (1995)
- Correre contro (1996)
- In barca a vela contromano (1997)
- Принц Гомбургский (1997)
- Dolce far niente (1998)
- I giudici — vittime eccellenti (1999)
- La carbonara (2000)
- Последний поцелуй (2001)
- Da zero a dieci, режиссёр Лучано Лигабуэ (2001)
- La verità vi prego sull’amore (2001)
- Emma sono io (2002)
- Эль-Аламейн (2002)
- Al cuore si comanda (2003)
- Passato prossimo (2003)
- Mariti in affitto (2004)
- Ключи от дома (2004)
- Nessun messaggio in segreteria (2005)
- Amatemi (2005)
- Криминальный роман, режиссёр Микеле Плачидо (2005)
- Ночь в музее (2006)
- Незнакомка (2006)
- Сатурн против, режиссёр Ферзан Эзпетек (2007)
- Хроники Нарнии: Принц Каспиан (2008)
- Чудо святой Анны режиссёра Спайк Ли (2008)
- Ангелы и Демоны, режиссёр Рон Ховард (2009)
- Baciami ancora, режиссёр Габриэле Муччино (2010)
- Cosa voglio di più (2010)
- Все копы — ублюдки (2012)
- Война миров Z (2013)
- Гонка (2013)
- Субура (2015)
- Признание / Исповеди (2016)
- Моя кузина Рэйчел (2017)
- Не твое тело (2017)
- Мушкетеры: Неизвестная миссия (2018)
- Лучше дома места нет (2018)
- Предатель (2019)
- Hammamet (2020)
- Gli anni più belli (2020)
- Наш отец (2020)
- 1 за всех, и все за 1 (2020)
- Обещания (2021)
- Бегу к Тебе (2022)
- Ностальгия (2022)
- Колибри (2022)
- Команданте (2023)
- Последняя ночь Аморе (2023)
- Мария (2024)
- Граф Монте-Кристо (2024)

### Телевидение
- Una Questione Privata (TV film) (1991)
- Amico Mio (TV series) (1993)
- Amico Mio 2 (TV series) (1998)
- Bonanno (TV film TV) (1999)
- Padre Pio (TV film) (2000)
- La Sindone (TV film) (2001)
- 24 Ore, 14 Ostaggi (TV film) (2001)
- Giuda (TV film) (2001)
- Tommaso (TV film) (2001)
- Ladri Ma Non Troppo (TV film) (2003)
- Ferrari (TV film) (2003)
- Part-time (TV film) (2004)
- Gino Bartali — L’intramontabile (TV film) (2005)
- Liberi Di Giocare (TV film) (2007)
- Pane E Libertà (TV film) (2009)
- Марко Поло (2014—2016)

### Дублирование
- Сколько ты стоишь? (2005) — Франсуа (Бернар Кампан)
- Возвращение (2006) — Пако (Антонио де ла Торре)
- Дорога перемен (2008) — Джон Гивингс (Майкл Шеннон)
- Там, где живут чудовища (2009) — Кэрол (Джеймс Гандольфини)
- Девять (2009) — Гвидо Контини (Дэниел Дэй-Льюис)
- Первый человек (2011) — Жак Кормери (Жак Гамблен)
- Делай ноги 2 (2011) — хохлатый пингвин Ловелас (Робин Уильямс)
- Линкольн (2012) — Авраам Линкольн (Дэниел Дэй-Льюис)
- Командир и аист (2012) — статуя Джузеппе Гарибальди
- Страшные сказки (2015) — король Одинокого утёса (Венсан Кассель)